# 田灣

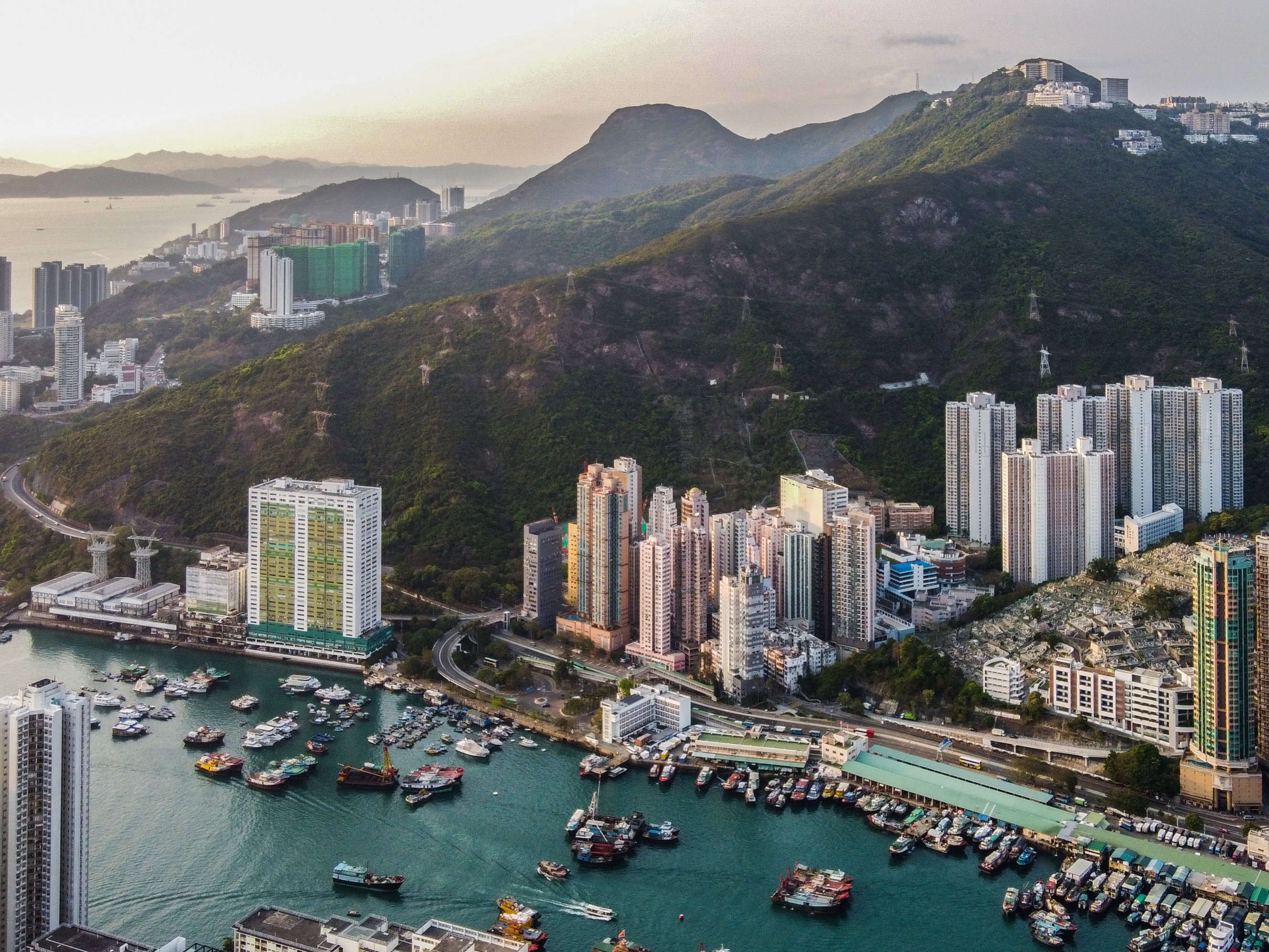
田灣

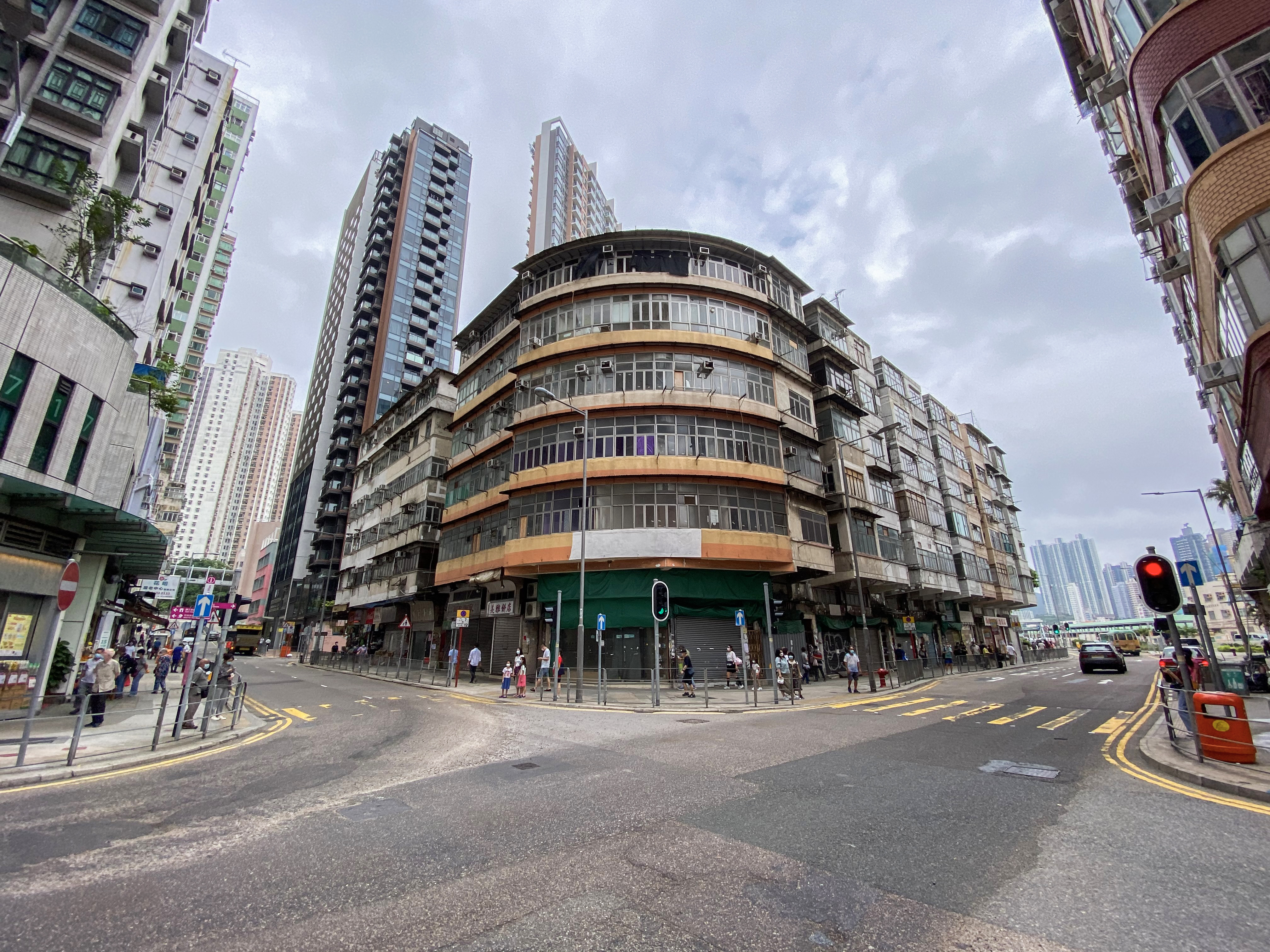
石排灣道一帶的唐樓在2021年起已經空置，準備重建

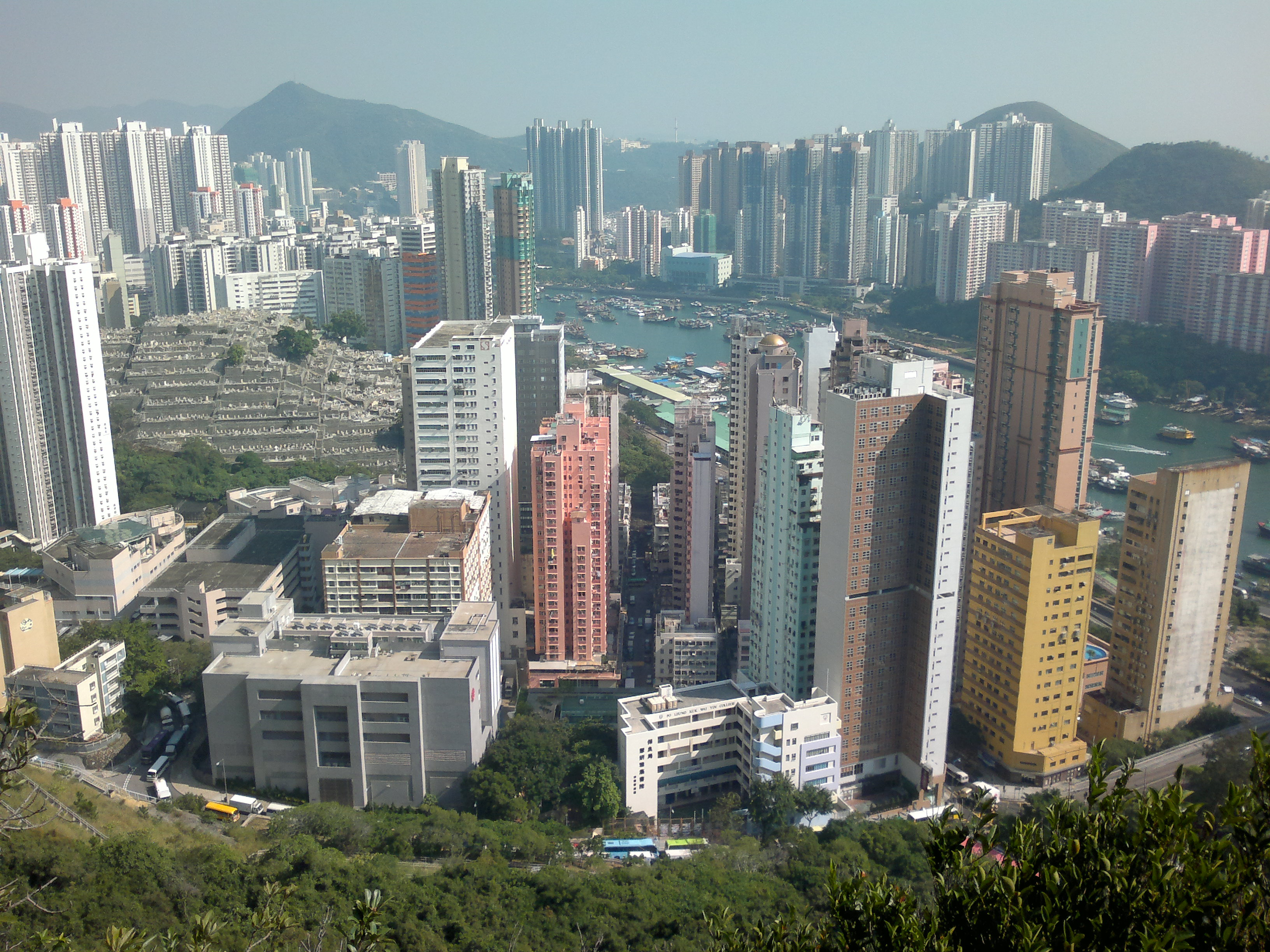
從西向東望田灣之建築物

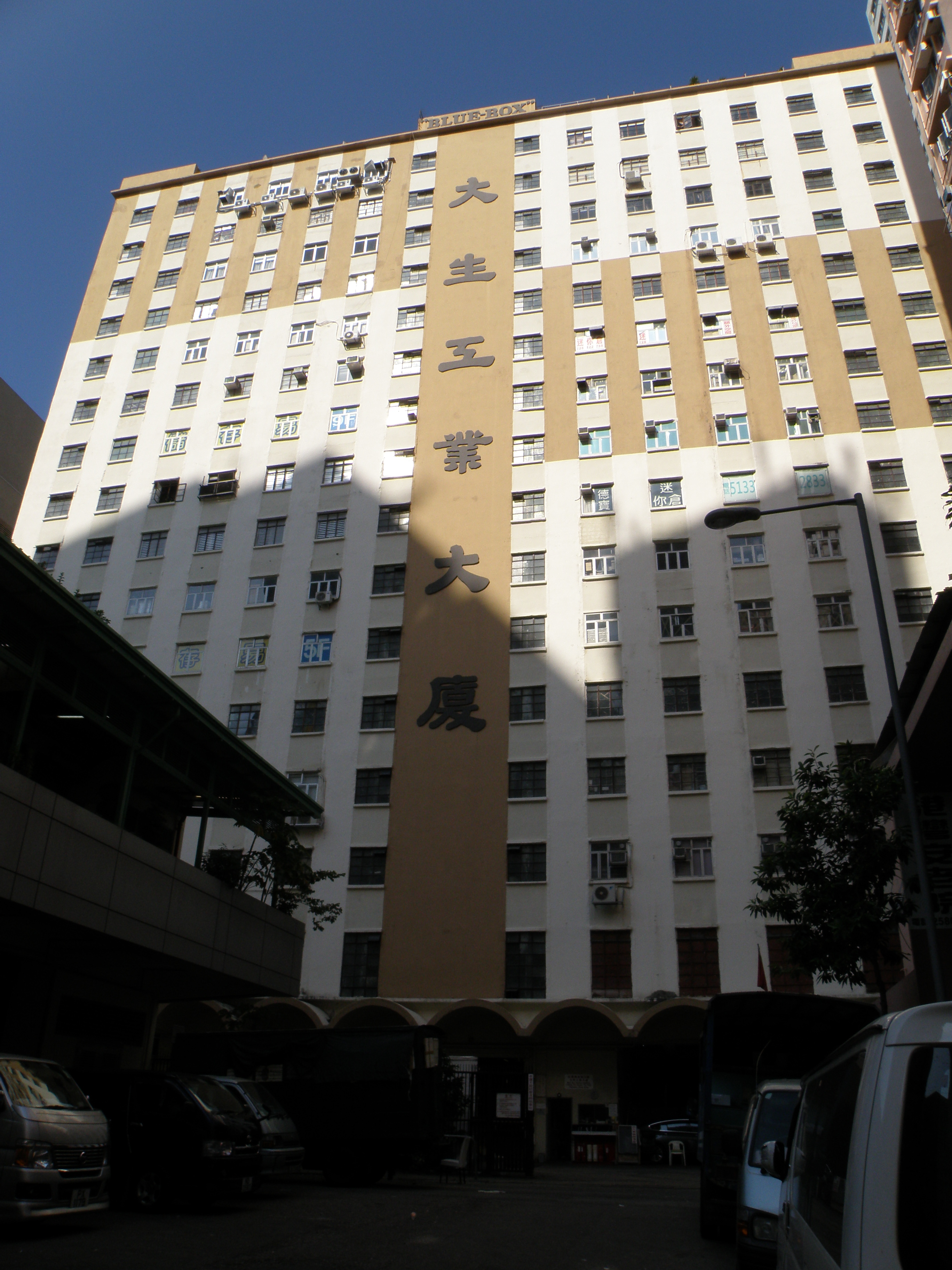
大生工業大廈是田灣主要的工廠大廈

田灣（英語：Tin Wan）是位於香港島南區西南部的一個地方，即是香港仔以西，雞籠灣（華貴邨）以東一帶。

## 歷史
田灣是位處石排灣海傍的一片小谷地，谷中有建於19世紀的田灣村村民以耕田和養豬作生計，谷前的港灣是香港仔漁民其中一個集散之地，相傳田灣就是因為村周的田地而得名。19世紀中期，香港仔已發展成大船塢，但田灣仍保留有大片農田直到戰後。1911年，田灣有華人人口111人。
1950年代末，近石排灣道海傍的地皮開始發展，建成田灣街，嘉禾街（因嘉禾酒廠而得名）和登豐街的唐樓群。田灣村於1962年起開始分階段清拆，因村民大多於香港仔工作生活，因而反對政府徙置他們到柴灣新區的計畫，最後政府安排香港仔水塘道旁的一片斜坡供村民建木屋居住。田灣村北面部份平整後於1964年發展成田灣新區，令田灣增加逾15,000人口。田灣村南面部份於1970至80年代重建成大生工業大廈和田灣街市。
田灣邨於1991年至1992年期間拆卸，居民主要獲安置到華貴邨。1998年，田灣邨重建完成共設五座，主要收容舊石排灣邨居民。2011年田灣的人口為17,426人。
由於田灣為處一隅，亦非交通要點，其發展一直較香港其他地方慢。自2000年代初自由行計畫推行後，有業主、服務業人士看準田灣毗鄰南區旅遊景點、地段和舖位租金較低廉等因素，將這個沒有旅遊景點的社區包裝成接待大陸旅行團的地點。不少田灣的建築獲批重建成酒店，民生店鋪變成團餐茶樓、藥房和手信店，主要為大陸旅客服務，旅客大增加上旅遊巴阻路，有這個平靜社區的不少居民感到受滋擾，甚至跟旅客時有爭執。

## 事件
- 1958年7月雨災，田灣村有木屋被沖毀，兩人遇害，被洪水捲出漁市場附近坑邊。[11]
- 1964年10月颱風黛蒂風災，山洪令田灣新區多幢興建中的徙置大廈損毀，山下街道被水淹。[12]
- 1968年六一三雨災，山泥洪山湧進田灣新區徙置大廈的商鋪和民居，多戶被困屋內。受影響災戶獲政府安置到石排灣新區。[13][14][15]
- 1984年田灣大生工業大廈發生5級大火，焚燒68小時始撲滅，造成45人受傷。

## 地方周邊
- 田灣邨
- 鴻福苑
- 漁映樓
- 明愛張奧偉國際賓館
- 明愛香港仔社區中心
- 奧公館酒店石排灣
- 香港瑞思酒店
- 田灣畔
- 牛奶公司冰廠及冷房
- 耀中幼教學院
- 香港仔漁類批發市場

## 交通

### 交通幹道
- 香港仔海旁道
- 田灣海旁道
- 石排灣道
- 田灣街
- 田灣山道

### 公共交通
交通路線列表

## 區議會議席分佈
為方便比較，以下列表以牛奶公司凍房以東、香港仔漁市場以北至田灣邨為範圍。
| 年度/範圍        | 2000-2003 | 2004-2007 | 2008-2011 | 2012-2015 | 2016-2019 | 2020-2023 | 2024-2027    |
| ---------------- | --------- | --------- | --------- | --------- | --------- | --------- | ------------ |
| 香港仔避風塘以北 | 田灣選區  | 田灣選區  | 田灣選區  | 田灣選區  | 田灣選區  | 田灣選區  | 南區西北選區 |